# Маркус-Бейкер (гора)
Маркус Бейкер (англ. Marcus Baker) — высочайший пик Чугачских гор на Аляске. Гора расположена примерно в 121 км к востоку от Анкориджа. Это гора хорошо заметна издали, ввиду близости к побережью и находится всего в 19 км к северу от ледника Гарвард. Маркус Бейкер входит в число первых семидесяти пяти гор по относительной высоте вершины.
Гора Маркус Бейкер первоначально называлась горой Сент-Агнес (англ. Mount Saint-Agnes). Позднее название было изменено, и сейчас пик носит имя картографа и геолога Маркуса Бейкера.
19 июня 1938 года гора была впервые покорена группой, которой руководил знаменитый исследователь Брэдфорд Уошберн; из-за плохих погодных условий восхождение заняло почти два месяца. Сегодня маршрут Уошберна — стандартный для альпинистов. Гора Маркус Бейкер имеет очень крутой подъём, потому покорить пик непросто. При попытке покорить гору погибли некоторые известные альпинисты, поскольку совершить восхождение во время бури практически невозможно, а погода в этом районе меняется достаточно часто.